# Młyny (województwo podkarpackie)

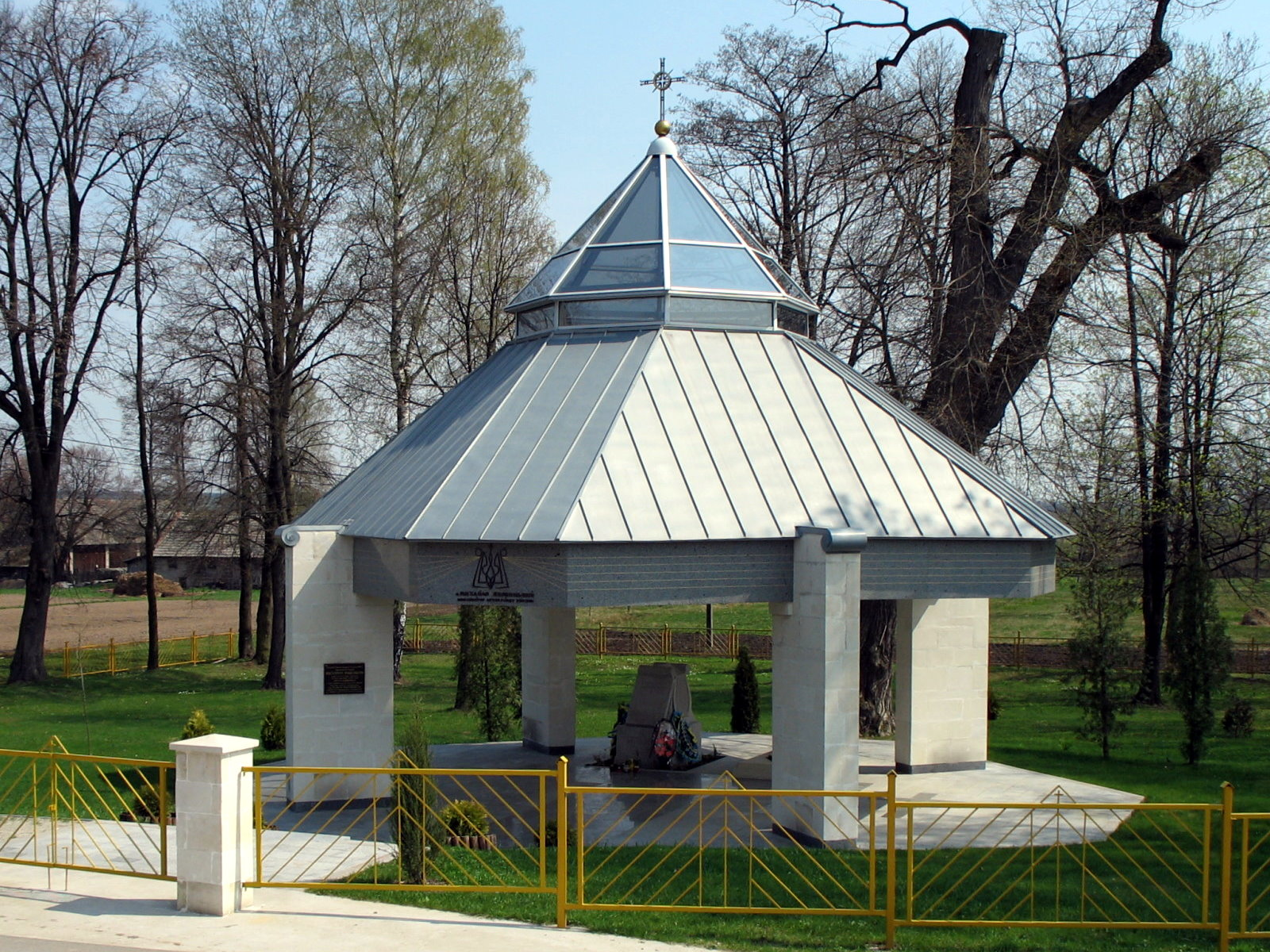
Grób Michała Werbyckiego

Młyny – wieś w Polsce położona w województwie podkarpackim, w powiecie jarosławskim, w gminie Radymno.
| SIMC    | Nazwa      | Rodzaj    |
| ------- | ---------- | --------- |
| 0609741 | Podbuczyna | część wsi |
| 0609758 | Podolszyna | część wsi |

W latach 1945–1954 istniała gmina Młyny. W latach 1954–1972 wieś należała i była siedzibą władz gromady Młyny. W latach 1975–1998 miejscowość położona była w województwie przemyskim.
Według tradycji, wieś Młyny powstała na terenie dawnego miasteczka Dropaty. Podczas najazdu tatarskiego w 1672 r. miejscowość została zniszczona. Ocalał tylko przysiółek Haki, położony nad rzeczką Szkło, który z czasem zaczęto nazywać Mielnikami, a później Młynami. Z pożogi ocalała również cerkiew, którą (według legendy) przeciągnięto wołami na obecne miejsce.
W II Rzeczypospolitej wieś w powiecie jaworowskim województwa lwowskiego. W latach 1944–1946 nacjonaliści ukraińscy z OUN-UPA zamordowali tutaj 15 mieszkańców, w tym 11 Polaków i 4 Ukraińców za współpracę z Polakami, paląc 80% gospodarstw po Ukraińcach wysiedlonych w ramach akcji „Wisła” lub przesiedlonych do ZSRR.
Znajdująca się w miejscowości drewniana cerkiew greckokatolicka pw. Opieki Matki Bożej powstała prawdopodobnie na początku XVIII lub w końcu XVII wieku.
W miejscowości znajduje się grób Mychajła Werbyckiego – autora muzyki do hymnu narodowego Ukrainy. Funkcjonuje tu Centrum Dystrybucji Korczowa Dolina.